# Матяшко, Мирослав
Мирослав Матяшко (род. 14 июля 1982 года) — словацкий биатлонист.
Завершил карьеру в сезоне 2015/2016 годов.

## Карьера
Занимается биатлоном с 1993 года. Тренируется в военно-спортивном клубе «Дукла» (Банска-Бистрица). Тренер — Кароль Кобела. С 2001 года в национальной сборной Словакии.
Выступая в юниорском разряде на чемпионате мира по летнему биатлону 2003 года, становился чемпионом в масс-старте и серебряным призёром — в гонке преследования и эстафете. На чемпионате Европы 2003 года среди юниоров взял серебро в спринте, а на чемпионате мира того же года взял серебро в индивидуальной гонке на 15 км.
Бронзовый призёр чемпионатов мира по летнему биатлону 2004, 2009, 2011 и 2013 годов. Бронзовый призёр чемпионатов Европы по летнему биатлону 2010 и 2012 годов.
На этапах Кубка мира дебютировал 20 декабря 2002 года. На подиуме был лишь один раз — в сезоне 2011/12 взял бронзу в смешанной эстафете на этапе в Контиолахти. В индивидуальных дисциплинах лучший результат — 6 место в индивидуальной гонке на этапе в Поплюке в сезоне 2010/2011.
Лучший результат в генеральной классификации — 103 место 2008/2009. В сезоне 2014/2015 набрал 2 очка и занимает 83 место (по состоянию на 10.02.2015).
Участник трёх Олимпиад. В 2006 году в Турине выступил в спринте (51 место), гонке преследования (49 место), индивидуальной гонке (38 место) и эстафете (14 место). В 2010 году в Ванкувере выходил на старт в спринте (76 место), индивидуальной гонке (47 место) и эстафете (15 место). В 2014 году в Сочи выступил в индивидуальной гонке (58 место) и эстафете (12 место).
Участник 10 чемпионатов мира (2003, 2004, 2005, 2006, 2007, 2008, 2009, 2011, 2012, 2013). Лучшие результаты — 35 место в индивидуальной гонке (2009), 66 место в спринте (2004), 55 место в гонке преследования (2013) и 9 место в эстафете (2008).
Его брат Марек (1977) также биатлонист, участник трёх Олимпиад (2002, 2006, 2010).